# Lepilemur microdon
Lepilemur microdon là một loài động vật có vú trong họ Lepilemuridae, bộ Linh trưởng. Loài này được Forsyth Major mô tả năm 1894.

## Hình ảnh

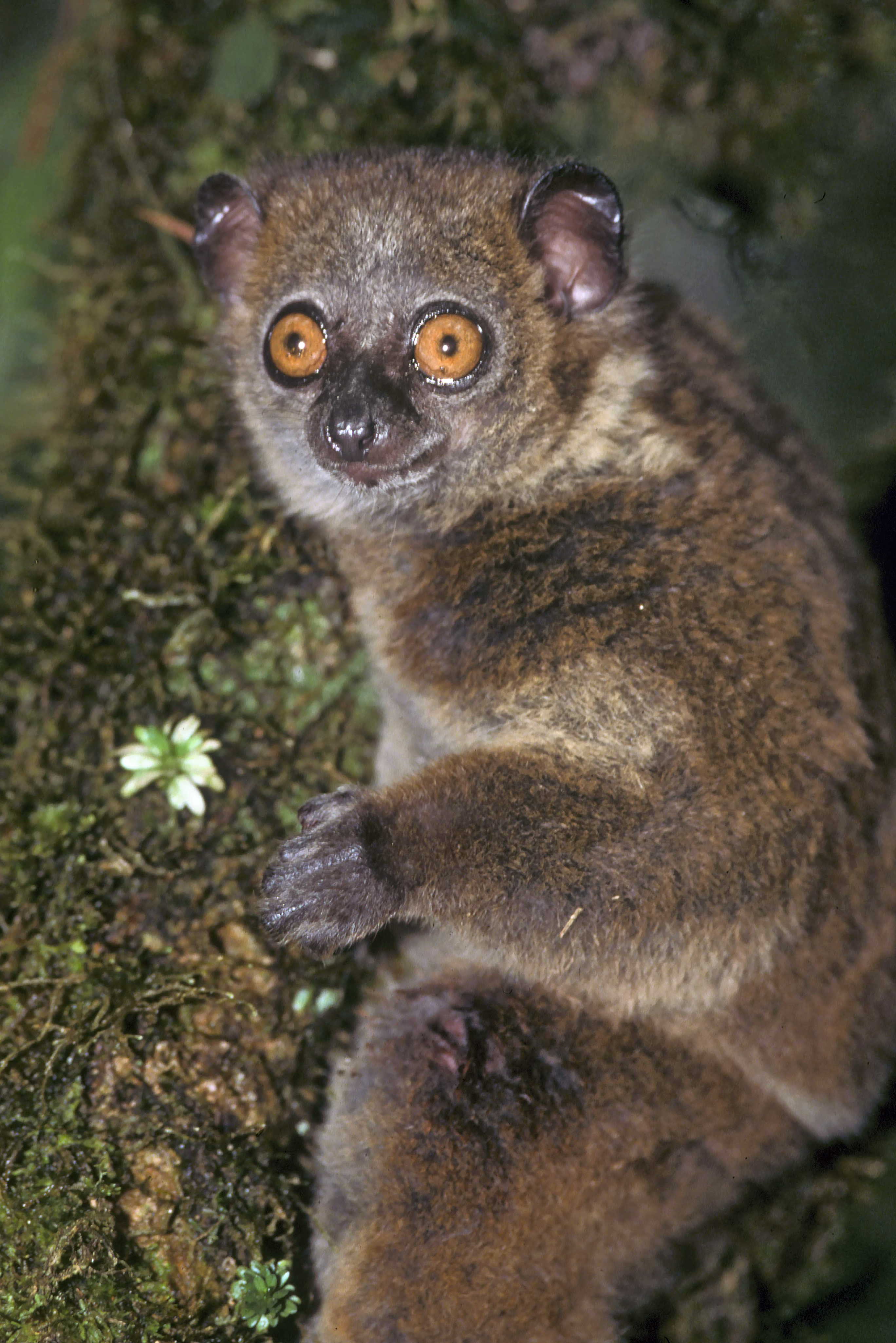
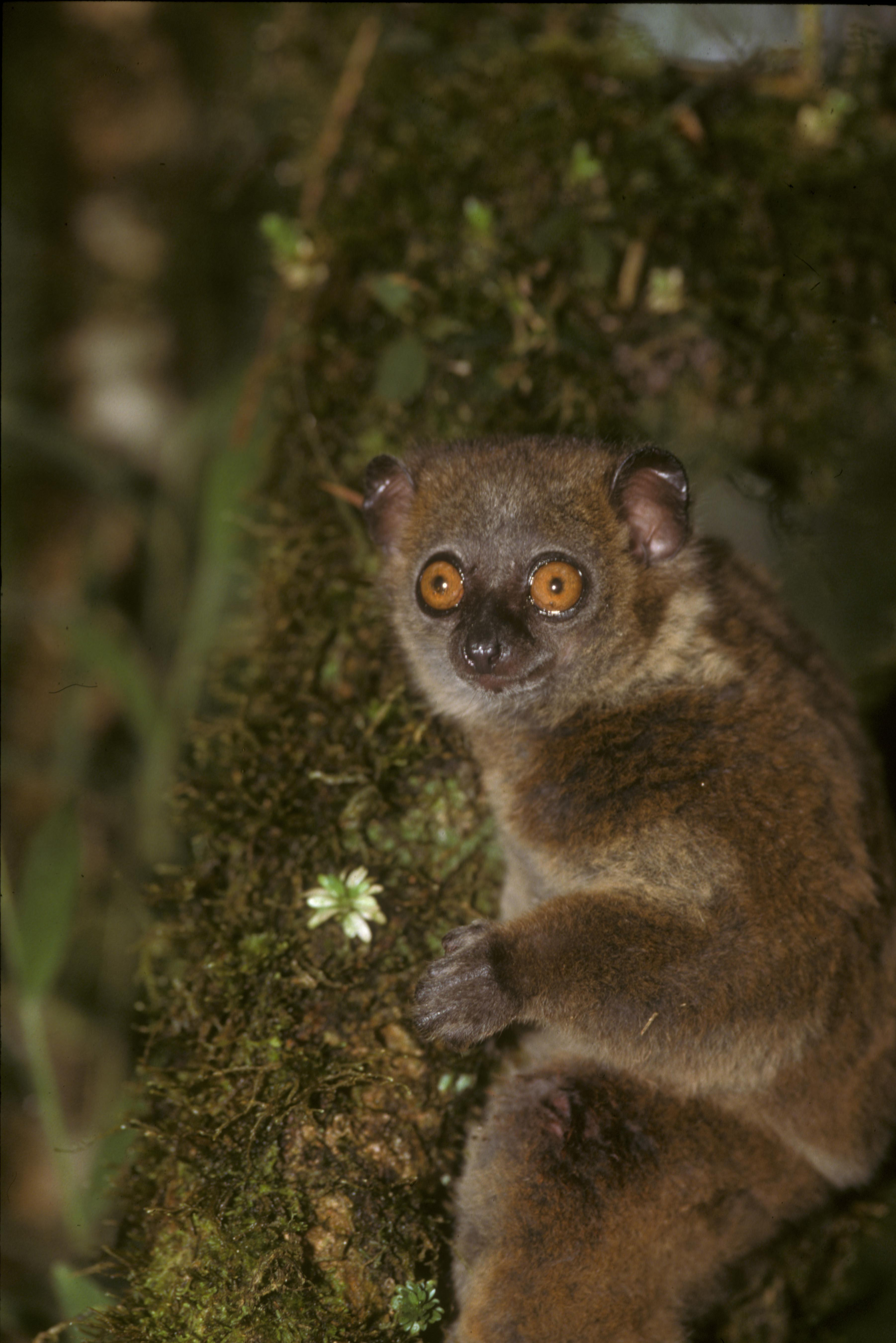
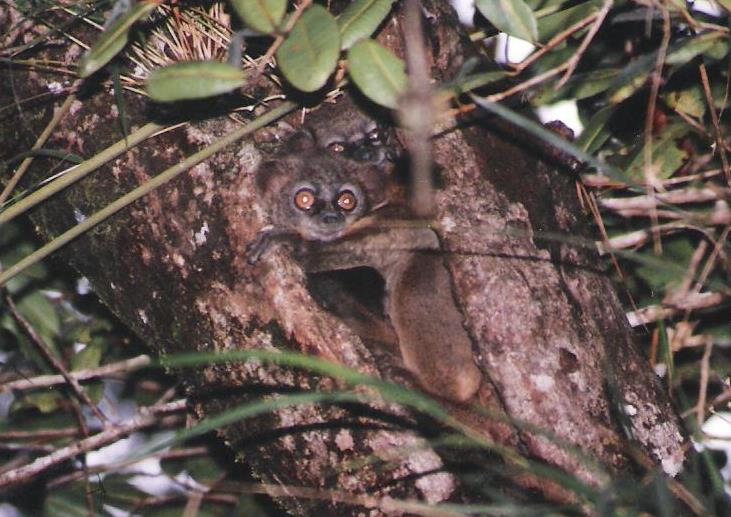